# Jeff Kennett
Pour les articles homonymes, voir Kennett.
Jeffrey Gibb Kennett, né le 2 mars 1948 à Melbourne, est un homme politique australien du Parti libéral australien, qui a été premier ministre du Victoria de 1992 à 1999. Il est également président de beyondblue.

## Jeunesse
Jeff Kennett fait des études plus que moyennes au Collège écossais de Melbourne. Il fera une année d'économie à l'université nationale australienne avant d'abandonner et de retourner à Melbourne et de trouver du travail au service publicitaire de la chaîne de magasins Myer - ce qui lui permettra de s'intéresser à la publicité, domaine où il fera sa carrière. 
Son emploi va tourner court quand, en 1968, il est enrôlé dans l'armée australienne. Kennett termina troisième de sa promotion d'officiers de l'école de formation des officiers de Scheyville, près de Windsor en Nouvelle-Galles du Sud, dans la lointaine banlieue de Sydney. Il fut affecté en Malaisie et à Singapour comme sous-lieutenant, commandant du 1er peloton, de la Compagnie A, du 1er Bataillon du régiment royal australien. Cette période militaire ainsi que son expérience antérieure au collège écossais sont pour de nombreux biographes une explication sur son caractère d'adulte. Son sens de la loyauté, de la ponctualité et son l'intolérance générale de la dissidence ou de la désobéissance doivent certainement remonter à cette période. 
Kennett retourna à la vie civile en 1970, à une époque où la société australienne était profondément divisée sur la guerre du Viêt Nam, dont Kennett fut un ferme partisan. De retour chez Myer, Kennett se passionna pour son travail, et avec Ian Fegan et Eran Nicols, il forma sa propre société de publicité (KNF) en juin 1971. Par la suite, en décembre 1972, il épousa Felicity Kellar, une ancienne amie d'école avec laquelle il eut quatre enfants.

## Carrière politique
Intéressé par la politique locale depuis le début des années 1970, Kennett fut élu député libéral de l'Assemblée législative du Victoria pour la circonscription de Burwood en 1976. Son choix comme candidat du parti libéral aurait irrité le premier ministre de l'époque Rupert Hamer, qui n'aimait pas le style de campagne de Kennett et qui soutenait le député sortant, Haddon Storey. Entré dans le gouvernement, Kennett fut bientôt nommé ministre du logement, de l'immigration et des affaires ethniques en 1981. Il conserva ce poste lorsque Hamer fut remplacé comme chef du parti libéral et premier ministre par Lindsay Thompson en juin de la même année. À la suite de la défaite du gouvernement libéral usé par de nombreuses années de pouvoir en 1982 remplacé par le travailliste John Cain, Kennett devint le principal candidat pour remplacer Lindsay Thompson, et le 26 octobre, il fut élu chef du parti libéral, bien qu'il fût le plus jeune membre du gouvernement sortant. Il fut un chef de l'opposition agressif et a été beaucoup critiqué pour son style « éléphant dans un magasin de porcelaine » et sa rhétorique populiste anti-gouvernementale. 
Vers la fin du deuxième mandat gouvernemental de Cain, les travaillistes perdirent beaucoup d'appuis et les libéraux semblèrent avoir une bonne chance de gagner les élections de 1988. Lorsque Caïn fut réélu avec une courte majorité, Kennett fut critiqué au sein de son propre parti, et, en 1989, il fut remplacé en tant que chef du parti par Alan Brown, un membre peu connu de l'Assemblée législative mais quand Brown ne réussit pas à mettre en difficulté le gouvernement de manière efficace, il y eut un nouveau coup d'État et Kennett reprit le leadership du parti à l'unanimité, en 1991.

## Premier mandat de premier ministre
Compte tenu de l'état des finances de l'État et de l'incapacité du parti travailliste à réduire une dette chiffrée à des milliards de dollars, Kennett va pouvoir remporter, avec l'aide du parti national les élections d'octobre 1992. Avec une majorité écrasante de 34 sièges, il va être particulièrement bien placé pour gouverner avec les coudées franches. 
Aussitôt au gouvernement, Kennett met en place un des programmes les plus radicaux de coupes budgétaires et de privatisations jamais entrepris par un gouvernement de Victoria pour redresser l'économie du pays. En prenant ses fonctions, Kennett et son nouveau ministre des Finances Alan Stockdale vont découvrir l'ampleur des dettes laissées par son prédécesseur travailliste et la nécessité d'une action radicale. Pour lutter contre ce déficit, une cinquantaine de milliers de fonctionnaires vont être licenciés entre 1992 et 1995. En outre, pendant les trois premières années de la « révolution Kennett » (comme Kennett la définit lui-même), le financement public du système scolaire va être réduit, avec 350 écoles publiques fermées et 7 000 postes d'enseignant supprimés. D'autres mesures très controversée sont prises comme le licenciement de 16 000 travailleurs du transport public et le lancement d'un vaste programme de privatisation de services publics comme l'électricité, le gaz, plusieurs prisons et d'autres services secondaires. Entre 1995 et 1998, 29 milliards AUD de biens publics uniquement pour le gaz et l'électricité vont être vendus à des entreprises privées. 
À la suite de ces changements, l'investissement et la croissance démographique reprennent lentement, même si le chômage devait rester au-dessus de la moyenne nationale pendant la durée du mandat de Kennett. Bien que les avancées économiques soient indiscutables, le coût social des réformes Kennett fera poser beaucoup de questions à de nombreux commentateurs, universitaires et surtout à ceux qui ont souffert économiquement de cette période de réforme. 
Le 10 novembre 1992, Melbourne va connaître sa plus grande manifestation publique depuis la guerre du Viêt Nam, avec environ 100 000 personnes défilant pour protester contre le licenciement de nombreux travailleurs et les compressions budgétaires massives. Une autre incitation à la manifestation fut la création en 1992 d'un impôt de 100 $ sur chaque ménage du Victoria. Kennett ne fut pas ébranlé par cette manifestation et fit observer que s'il y avait 100 000 personnes dans la rue ce jour-là, il y en avait 4,5 millions qui étaient restées à la maison ou au travail.
Son gouvernement va également entreprendre une série de grands travaux très onéreux, comme la restauration du Parlement (jamais terminée), la construction d'un nouveau musée (250 millions de dollars pour le  Melbourne Museum) et un nouveau Centre des Congrès, surnommé le « hangar de Jeff » (Jeff's Shed) pour 130 millions de dollars. D'autres projets y seront associés comme l'extension de la National Gallery of Victoria (160 millions de dollars), la rénovation de la bibliothèque d'État du Victoria (100 millions de dollars), un nouveau complexe sportif, le Melbourne Sports and Aquatic Centre (en) (MSAC) (65 millions de dollars), et l'aménagement du square de la fédération sur une friche industrielle (130 millions de dollars). La récupération du Grand Prix de formule 1 d'Adélaide en 1993, obtenue par un long travail d'arrache-pied avec son ami Ron Walker auprès du patron de la Formule-1 Bernie Ecclestone, fut un de ses exploits les plus marquants. 
Le point le plus controversé des grands projets de Kennett à l'époque fut le Crown Casino, un centre de divertissement et de jeux de hasard situé à Melbourne Southbank pour 1,85 milliard de dollars. Les premiers plans avaient été faits par le gouvernement travailliste mais le processus d'appel d'offres et de la construction a été réalisé par Kennett. Des allégations d'incohérences financières dans le processus d'appel d'offres laissèrent de nombreuses traces défavorables pour le gouvernement Kennett pendant de nombreuses années, malgré les conclusions d'une enquête qui n'avait trouvé aucune faute personnelle. 
Il entreprit aussi un vaste projet de réaménagement des friches des docks de Melbourne (avec un nouveau stade de football) pour 2 milliards de dollars, en plus des nombreux aménagements autoroutiers destinés à faciliter les problèmes de circulation dans le centre-ville (projet Citylink)

## Deuxième mandat de premier ministre
La popularité personnelle de Kennett resta élevée pendant tout son premier mandat, bien que celle de son gouvernement ait connu des hauts et des bas. Sans élection pendant les quatre années précédentes, l'élection de 1996 devint le premier test de la popularité de la « révolution de Kennett ». Bien qu'annoncée, la victoire de Kennett surprit par son ampleur. En effet, le 30 mars 1996, Kennett fut réélu avec 32 sièges de majorité, son prestige étant resté apparemment intact. 
Plusieurs menaces inquiétantes (pour les libéraux) furent quelque peu estompées par l'euphorie de la victoire. Les coupes claires du gouvernement dans les effectifs des services publics avaient été particulièrement ressenties dans l'intérieur du pays, où les libéraux et leurs partenaires de la coalition nationale obtenaient presque tous les sièges. La perte du siège de Mildura remporté par un indépendant, Russell Savage, fut un premier signe de cette désaffection, et quand en février 1997, une autre indépendante, Susan Davies, fut élue au siège du Gippsland Ouest, cette tendance semblait appelée à se poursuivre. 
Le gouvernement continua de perdre du terrain au cours des années suivantes, avec ses désaccords avec le directeur des poursuites publiques, Bernard Bongiorno, et le vérificateur général, Ches Baragwanath, qui alimentèrent les critiques contre le style gouvernemental de Kennett. L'antipathie de Kennett vis-à-vis de Baragwanath conduisit en 1997 à un projet de loi visant à restructurer le bureau du vérificateur général mis en place au Victoria. Bien que Kennett ait promis que l'indépendance de ce bureau serait maintenue, beaucoup virent ce projet du gouvernement comme une tentative de freiner la possibilité de critiquer la politique gouvernementale par le vérificateur général. Il s'ensuivit un vaste débat public et des députés libéraux membres du Parti firent part de leur désaccord, avec comme point culminant le député Roger Pescott démissionnant de son poste pour protester contre le projet de loi et le style de gouvernement de Kennett en général. Le Parti libéral perdit l'élection de Mitcham. 
D'autres scandales portant sur des malversations dans des contrats portant sur les services d'urgence nuisirent à la crédibilité de Kennett en 1997 et 1998, tandis que l'opposition rurale continuait de croître.
Des difficultés personnelles commencèrent à s'amasser sur Kennett et sa famille. Les contraintes de la vie publique amenèrent à une séparation provisoire entre Kennett et sa femme au début de l'année 1998 (avec une reprise de la vie commune à la fin de l'année), tandis qu'au début du premier trimestre, Kennett fut obligé de vendre sa société KNF bien qu'il ait pris la précaution de mettre sa participation au nom de son épouse. Il y eut des rumeurs en 1998 sur une possible retraite politique de Kennett et son remplacement par Phil Gude. Ces rumeurs ne furent pas vérifiées mais la position de Kennett n'était plus aussi solide que dans la période 1992-1998. 
En juillet 1998, le député libéral, Peter McLellan, député de Frankston est, démissionna du parti libéral pour protester contre la corruption du Parti lors des présélections au Sénat et l'affaire du vérificateur général. Encore une fois, Kennett ne sut pas percevoir les signes annonciateurs de sa baisse de soutien en raison de son style de commandement. 
Le chef du parti travailliste, John Brumby, prit soin de tirer sur chacune des erreurs qu'il perçut de Kennett au cours de cette période, bien que ses absences dans les régions électorales rurales aient été mal comprises par de nombreux députés travaillistes et conduisit à son remplacement par Steve Bracks au début de 1999. Bracks, qui venait de Ballarat, était populaire dans les zones rurales et fut considéré comme une marque de rajeunissement du parti par rapport à Brumby, qui resta néanmoins un personnage clé du cabinet fantôme. Malgré la campagne menée par Bracks, Kennett se lança dans la campagne électorale de 1999 avec un calme inébranlable et la plupart des commentateurs et des sondages d'opinion étaient persuadés qu'il allait remporter un troisième mandat. Le matin de l'élection un journaliste politique, Ewen Hannan, prédit que « les partisans du parti travailliste n'auront plus qu'à pleurer sur leur bière ce soir ».

## La défaite de 1999
À l'élection de 1999, les libéraux perdirent 13 sièges aux dépens du parti travailliste dirigé par Steve Bracks, la plupart des sièges perdus l'étant dans des centres régionaux tels que Bendigo et Ballarat. Le résultat final de l'élection fut le suivant : parti travailliste, 42 sièges, libéraux et parti national, 43 ; indépendants, 3 (les indépendants Savage Russell et Susan Davies ayant en effet été rejoints par un troisième indépendant, Craig Ingram). La majorité pouvait tomber d'un côté ou de l'autre. Les négociations commencèrent entre Parti libéral et les indépendants. Bien que Kennett accepta leurs demandes, Savage et Davies qui avaient été malmenés par ce dernier lors de la précédente législature firent savoir qu'ils ne soutiendraient jamais un gouvernement libéral minoritaire dont Kennett serait le leader. Les négociateurs libéraux ne transmirent pas la demande à leur parti et finalement les indépendants s'associèrent avec les travaillistes pour former un gouvernement avec la signature d'une Charte de Bon Gouvernement s'engageant à rétablir les services dans les zones rurales et promettant des réformes parlementaires. 
La défaite du gouvernement Kennett fut presque totalement inattendue. Kennett exhorta les partisans du Parti libéral à demander un vote de non-confiance au gouvernement dans un ultime effort pour forcer Savage, Davies et Ingram à soutenir le gouvernement libéral, mais le Parti libéral étant divisé sur le rôle dans l'avenir de Kennett, celui-ci démissionna de son poste de chef du Parti libéral et du Parlement, disant qu'il souhaitait marquer une pause dans sa carrière politique. Aux élections partielles qui suivirent sa démission du siège de député de Burwood, le parti travailliste sortit vainqueur.

## Retour en politique?
Après une nouvelle défaite des libéraux en 2002, des rumeurs commencèrent à circuler sur un possible retour de Kennett en politique. La question vint sur le devant de la scène en mai 2006 après la démission soudaine du chef du parti libéral, Robert Doyle, lorsque Kennett annonça qu'il était candidat au poste laissé libre par Doyle et à la direction du parti. Sa candidature fut soutenue par le Premier ministre fédéral John Howard, qui voyait en lui le meilleur candidat libéral pour remporter les élections du Victoria de novembre 2006. Mais dans les 24 heures Kennett annonça qu'il se retirait de la course plutôt que de défier Baillieu, qui l'avait soutenu lors de l'élection de 1999. John Howard aurait été « gêné » d'avoir soutenu publiquement Kennett avant sa décision de ne pas rejoindre la vie politique. 
En 2008, on a dit que Kennett avait l'intention de se présenter aux élections municipales de Melbourne. Malgré son soutien à l'actuel maire John So en 2001, Kennett aurait récemment déclaré : « Je pense que la ville est prête pour un changement ». Kennett ne demanda pas la démission du maire mais il admit qu'il avait été approché par « un éventail d'intérêts » pour concourir pour le poste. La décision de Kennett de se retirer de la présidence de beyondblue a accru les spéculations sur sa candidature. 